# 伏伊伏丁那省徽
伏伊伏丁那省徽由左上、右上、下三块区域组成。三块区域中的图案，象征組成佛伊弗迪納的三個地區—巴奇卡，巴納特和斯雷姆。 